# Notiophygus denticulatus
Notiophygus denticulatus is een keversoort uit de familie Discolomatidae. De wetenschappelijke naam van de soort is voor het eerst geldig gepubliceerd in 1927 door Grouvelle.